# 背纹树鼩
背纹树鼩（学名：Tupaia dorsalis）是树鼩属的一个种。它是婆罗洲的特有种，只有在沙巴、砂拉越、文莱和加里曼丹少量分布，而且种群数量仍然在持续下降。